# 勒伯坦
勒伯坦（法語：Lebetain，法語發音：[ləbətɛ̃]）是法国勃艮第-弗朗什-孔泰大区贝尔福地区省的一个市镇，属于贝尔福区。

## 地理
勒伯坦（47°29'13"N, 6°58'37"E）面积4.84 平方千米，位于法国勃艮第-弗朗什-孔泰大區贝尔福地区省，该省份为法国东北部内陆省份，东临上莱茵省，北起孚日省，西接上索恩省，南与杜省和瑞士接壤。
与勒伯坦接壤的市镇（或旧市镇、城区）包括：代勒、费什莱格利斯、圣迪济耶莱韦克。

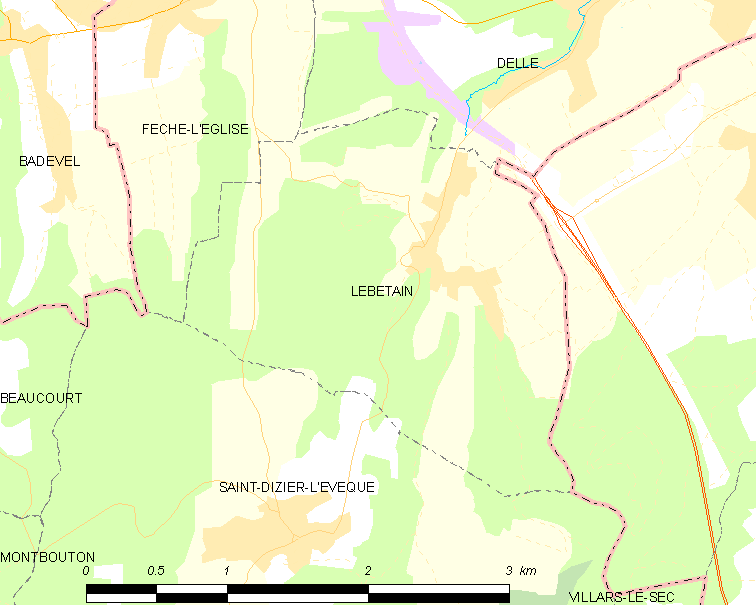
勒伯坦的OSM定位图

勒伯坦的时区为UTC+01:00、UTC+02:00（夏令时）。

## 行政
勒伯坦的邮政编码为90100，INSEE市镇编码为90063。

## 政治
勒伯坦所属的省级选区为代勒县。

## 人口

1962-2008年间勒伯坦人口变化图示

勒伯坦于2022年1月1日时的人口数量为419人。